# Смарт, Росни
Росни Смарт (фр. Rosny Smarth; 19 октября 1940, Кавейон близ Ле-Ке, Республика Гаити — 15 января 2025) — гаитянский политический и государственный деятель, премьер-министр Гаити (27 февраля 1996 — 9 июня 1997), агроном
, педагог.

## Биография
Изучал экономику в Государственном университете Гаити (Université d’État d’Haiti) в Порт-о-Пренс и сельскохозяйственные науки в Университете Сантьяго де Чили.
В 1967 году стал директором Чилийского института сельскохозяйственного развития. В 1973 году был членом комитета по сельскохозяйственной реформе при президенте Чили социалисте Сальвадоре Альенде.
В 1975 году был назначен профессором сельскохозяйственных наук в Автономном университете Чапинго в Тескоко, Мексика. В 1977 году также стал экспертом по агрономии в Отделении ООН в Мексике.
Вернувшись на Гаити, с 1991 по 1994 год работал советником министра сельского хозяйства страны.
Член партии Организация борющегося народа (фр. Organization du peuple en lutte, OPL), выросшей из Политической организации Лавалас (левопопулистское движение Ж.-Б. Аристида). С 1995 по 1997 год OPL имела большинство в парламенте Гаити и 27 февраля 1996 года Р. Смарт был назначен премьер-министром Гаити.
27 февраля 1996 года на фоне политического кризиса ушёл в отставку из-за разногласий с президентом Рене Превалем и ситуации, в которой оказалась Гаити. Ввиду серьезных экономических проблем страны международное сообщество поставило дальнейшую помощь Всемирного банка и Международного валютного фонда в зависимость от строгой бюджетной дисциплины. Влиятельные сторонники Ж.-Б. Аристида, в том числе Р. Преваль, отвергли предложенную политику жёсткой экономии, которую приняло правительство Смарта, в результате чего он потерял парламентское большинство.
Поскольку преемник премьер-министра не был определён, а Р. Смарт отказался продолжать вести официальную деятельность на временной основе, его правительство почти два года оставалась вакантным. Только 16 марта 1999 года новым премьер-министром стал Жак Эдуар Алексис.
Росни Смарт скончался 15 января 2025 года в возрасте 84 лет.